# Некромантик 2
«Некромантик 2» — немецкий фильм ужасов 1991 года от режиссёра Йорга Буттгерайта. Сиквел к его «Некромантику» 1987 года. «Некромантик 2», рассказывающий о некрофилии, получился весьма спорным и был запрещён к показу в Мюнхене спустя 12 дней после своей премьеры.

## Сюжет
Фильм начинается с самоубийства на сексуальной почве Роба (Дактари Лоренц), a.k.a. Роберт, труп которого Моника (Моника М.) отыскивает на церковном кладбище после начальных титров. Моника по-тихому, стараясь избежать посторонних глаз, переносит труп Роба в свою квартиру, где вытаскивает его из похоронного мешка. Тем временем, Марк (Марк Ридер) идёт на работу, пока неясно какую, и зрителю опять показывают сцену, где Моника всё ещё раздевает Роба. Вслед за этим раскрывается суть работы Марка — дубляж порнофильмов, и эта сцена предвещает следующую, в которой Моника занимается сексом с трупом Роба. Четвёртый персонаж, Бетти (Беатрис Мановски), кратко представлен, когда обнаруживает, к своему разочарованию, что могила Роба уже разграблена.
Моника моет труп Роба и фотографируется с ним. Марк, тем временем, планирует встретить друга (Симон Спорл) в кинотеатре. Друг опаздывает, и Марк предлагает свой билет Монике, которая случайно проходила мимо. Моника и Марк знакомятся и вскоре идут на карнавал, после чего Моника решает порвать с Робом, распилив его на части и положив в мусорные мешки, оставив только голову и гениталии. Когда Марк проводит ночь у Моники, тем не менее, он обнаруживает гениталии Роба в рефрижераторе, и это открытие, вкупе с желанием Моники фотографировать Марка в позах трупа, заставляет его пересмотреть их отношения.
Скоро после этого Моника и её подруги-некрофилки собираются у неё на квартире, затем приходит Марк с порно, которое он хотел посмотреть с Моникой (её подруги испытывают откровенную неприязнь к Марку и уходят). Когда Марк настойчиво спрашивает, что делали Моника и её подруги, она неохотно показывает ему видео, вызвавшее отвращение у Марка. Он говорит, что это извращение — смотреть такие вещи ради забавы; происходит ссора. Пара позже разговаривает по телефону и планирует встретиться у Моники и обсудить вопрос. Тем временем, Моника совершает поездку к океану, где она думает, что делать дальше. Когда на следующий день приезжает Марк, они занимаются сексом, во время которого Моника отрезает Марку голову и заменяет её головой Роба. Кроме того, Моника наконец достигает оргазма, это предполагает, что она выбрала правильного любовника. Наконец, в последней сцене доктор говорит Монике: "Поздравляю, Вы беременны".

## Музыка из кинофильма
Саундтрек Германна Коппа, Дактари Лоренца, Джона Боя Уолтона и Питера Ковальски не ироничен и не манерен, а скорее предназначен, чтобы производить подлинную эмоциональную реакцию. Серьёзность фильма вообще прояснена в интервью, где Буттгерайт обсуждает прослушивание, в котором актёры исполняли любовную сцену с трупом Роба: «Хотя они все очень сильно желали, но никто из них не относился к этому так серьезно, как мы.»
Кроме того, хотя он комментирует музыку из оригинального Nekromantik, наблюдения Кристиана Кеслера по саундтреку фильма также резонирует и в контексте второго фильма: «Превосходная музыка Лоренца, Германна Коппа и Джона Боя Уолтона подчеркивает эти [необычные, гробовые внутренние обстоятельства Роба] с романтичным лейтмотивом, записанным для одного фортепьяно, что заставляет ужасную среду быть похожей на защитный случай, ограждая Роберта от действительности, которая так мучает его.»

## Реакция критиков
"Йорг Буттгерайт — единственный человек в Германии, умеющий посвятить себя самым тёмным темам с таким большим обаянием, " пишет критик Кристиан Кеслер. Хотя некоторые обвиняют фильмы Некромантик в том, что они «чуть больше, чем 'неутешительно глупые' и 'болезненно щекочущие' попытки 'внушить отвращение наиболее усталой мыслимой аудитории,' эти картины тематически и технически сложны не более, чем обычно предполагается, но разделяют набор артистических и идеологических проблем, чаще связанных с каноническими авторами Young German Cinema и New German Cinema из бурных 1960-х и 1970-х.»
При разговоре о первом Некромантике, в котором «пьющий пиво толстяк» случайно убивает человека, собирающего яблоки, комментарии Линни Блэйк также уместны и для Некромантика 2, когда она пишет: «Как проясняет Баттгерайт, ни Роб, ни Бетти [главные герои первого Некромантика] не причастны к тому, что молодой любитель яблок стал трупом. Это случилось по вине якобы нравственно чистого члена общества, который впоследствии безнаказанно исчезает из вида. Миссия Буттгерайта, кажется, такая: обнять этот труп, и таким образом поднять вопрос, первоначально изложенный Александром Мишерличем, Директором Института Зигмунда Фрейда во Франкфурте, относительно того, почему крах Третьего Рейха не вызвал логически ожидаемого раскаяния; почему, по словам Томаса Элсаессера, 'вместо того, чтобы противостоять этому прошлому, немцы предпочли похоронить его.'»

## Конфискация
В июне 1991 г. Мюнхенская полиция конфисковала фильм, что вынудило репортёра спросить Буттгерайта «Каково это — быть наиболее востребованным кинопроизводителем Германии?» Буттгерайт ответил: «Я не знаю, каково это. В настоящее время я боюсь полицейского рейда. Но я действительно не горжусь, если Вы подразумеваете это». Причиной конфискации фильма стало то, что он (согласно заявлению) прославлял насилие. Согласно Буттгерайту, «люди находят в Некромантике 2 оскорбительным то, что он не обвиняет Монику». В другом месте интервью, Буттгерайт заявляет: «Для меня было очень важно, чтобы аудитория была на стороне Моники, даже с всеми этими ужасными вещами». В 1993, однако, фильм официально признали «произведением искусства» благодаря исчерпывающему мнению эксперта Нута Хикетира. Однако, как говорит Буттгерайт, «большие магазины всё ещё боятся продавать мои DVD».